# NGC 1250
NGC 1250 (również PGC 12098 lub UGC 2613) – galaktyka soczewkowata (S0), znajdująca się w gwiazdozbiorze Perseusza. Odkrył ją Lewis A. Swift 21 października 1886 roku.